# Karl Maria von Aretin
Karl Maria Freiherr von Aretin auf Haidenburg (* 4. Juli 1796 in Wetzlar; † 29. April 1868 in Berlin) war ein bayerischer Historiker, Diplomat und Politiker.

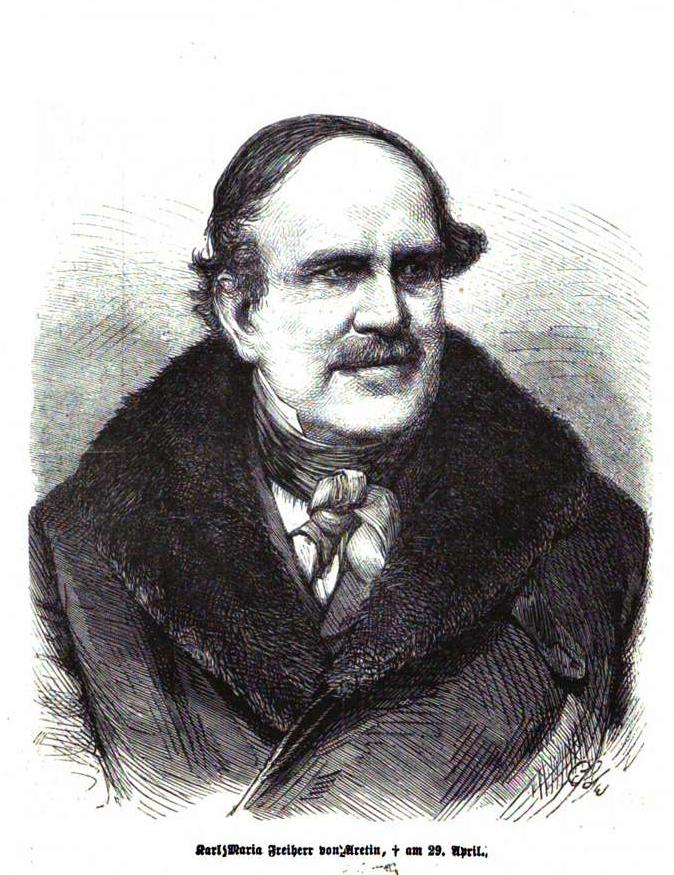
Karl Maria von Aretin

## Leben
Karl Maria von Aretin entstammte dem Adelsgeschlecht Aretin. Seine Eltern waren Johann Christoph von Aretin und dessen Ehefrau Dorothea, geb. von Requilé (1779–1800). Nach dem Abitur 1811 am (heutigen) Wilhelmsgymnasium München studierte er Rechtswissenschaft in Landshut und München und nahm als Leutnant der Bayerischen Armee an den Befreiungskriegen von 1813 bis 1815 teil. Von 1820 bis 1822 gehörte er der Bundestags-Gesandtschaft in Frankfurt am Main an, anschließend war er im Bayerischen Generalstab und Kriegsministerium tätig. 1826 verließ er die Armee und war seitdem in der Landwirtschaft sowie als Autor mehrerer historischer Werke literarisch tätig. 1843 trat er als Legationsrat wieder in den Staatsdienst ein und gehörte dem Vorstand des Bayerischen Haus- und Staatsarchivs an. 1847 und 1848 war er Bayerischer Geschäftsträger in Berlin und 1849 wurde er Geheimer Legationsrat in Wien. 1852 wurde er zum Wirklichen Geheimen Rat ernannt und ab 1855 war er Direktor des Bayerischen Nationalmuseums.
Seit 1855 war er ordentliches Mitglied der Bayerischen Akademie der Wissenschaften. 1859 wurde er Mitglied auf Lebenszeit der Kammer der Bayerischen Reichsräte. Im Februar 1868 wurde er im Wahlkreis Schwaben 4 (Illertissen, Neu-Ulm, Memmingen, Krumbach) ins Zollparlament gewählt, verstarb jedoch bereits zwei Tage nach dessen Eröffnungssitzung im April desselben Jahres. Er vertrat die politische Richtung der Bayerischen Patriotenpartei.

## Namensgeber für Straße
Nach Karl Maria von Aretin wurde 1912 in München im Stadtteil Harlaching (Stadtbezirk 18 – Untergiesing – Harlaching) die Aretinstraße benannt.

## Schriften
- Chronologisches Verzeichnis der bayerischen Staats-Verträge vom Tode Herzogs Georges des Reichen (1503) bis zum Frankfurter Territorial-Receß (1819). Passau 1838.

- Bayerns auswärtige Verhältnisse seit dem Anfang des 16. Jahrhunderts. Aus gedruckten und ungedrucken Quellen. Bd. 1. Winkler, Passau 1839.
- Geschichte des bayerischen Herzogs und Kurfürsten Maximilian I. Hauptsächlich nach den urkundlichen Quellen des Königlichen Geheimen Haus- und Staatsarchivs zu München. Bd. 1. Pleuger, Passau 1842.
- Wallenstein. Beiträge zur näheren Kenntniß seines Charakters, seiner Plane, seines Verhältnisses zu Bayern; aus urkundl. Quellen. Manz, Regensburg 1846.
- Alterthümer und Kunst-Denkmale des bayerischen Herrscher-Hauses. Cotta, München 1871.